# Lacoste
Lacoste é uma empresa de vestuário de luxo fundada em 1933 por René Lacoste, em Paris, França.

## História
A empresa foi fundada pelo tenista René Lacoste, juntamente com André Gillier em 1933. René tinha sido apelidado de "Le Crocodile" pela imprensa americana durante a Davis Cup em 1927, por causa de uma aposta que valia uma mala de pele de crocodilo. O animal acabou virando o símbolo da marca.
Em 1963, René passou o controle da marca a seu filho, Bernard Lacoste.
A partir dos anos 90 a popularidade da Lacoste estava em queda, até que o estilista francês, Christophe Lemaire ter tomado a direção criativa da Lacoste, ele modernizou a marca, mantendo o estilo criado por René.
Em 2005, quase 55 milhões de produtos Lacoste eram vendidos em mais de 100 países. Este fato também se deve aos contratos que a Lacoste fez com vários tenistas para representarem a marca, tais como o americano Andy Roddick, o suíço Stanislas Wawrinka, o canadense Milos Raonic, o aposentado tenista francês Fabrice Santoro e o também francês Richard Gasquet. Também apostaram no mundo do golfe, fazendo um contrato com o golfista bicampeão do Major Championships, José María Olazábal. Bernand Lacoste passou a presidência da (Lacoste) ao seu irmão mais novo, que já trabalhava há vários anos na marca. Bernard morreu em 21 de março de 2006.
Em 2011, a empresa tentou proibir que Anders Behring Breivik continuasse utilizando as camisas da marca.

## Impacto cultural
Diversos artistas musicais brasileiros já fizeram referências a marca Lacoste em suas músicas. Uma das mais conhecidas é Rei Lacoste cantada pelo rapper carioca, MD Chefe.